# William Bartley III
William Warren Bartley III (Pittsburgh, 2 ottobre 1934 – Oakland, 5 febbraio 1990) è stato un filosofo statunitense.
Fu allievo di Karl Popper.

## Pensiero filosofico
La filosofia di Bartley muove dal razionalismo critico di Popper e da una radicalizzazione della riflessione sui limiti del sapere, in relazione al superamento del verificazionismo con il falsificazionismo. Bartley insiste perciò sull'idea della limitazione delle nostre capacità predittive e sul conseguente rifiuto di ogni razionalismo costruttivistico, proponendo una definizione di razionalista, come di colui che tiene aperte alla critica tutte le sue tesi, le sue teorie e i suoi atteggiamenti, nonché la cornice delle sue premesse, dei suoi pregiudizi ineliminabili. Questo razionalismo pancritico, a differenza dell'assolutizzazione del concetto di critica fatto da Popper, comprende perciò la possibilità stessa di rinunciare alla posizione critica e si oppone ad un altro razionalismo, al panrazionalismo critico di matrice neopositivista (e tipico degli empiristi e degli intellettualisti) secondo cui devono essere accettate soltanto quelle asserzioni giustificabili per mezzo di argomentazioni razionali.
Il panrazionalismo critico si fonda quindi, in ultima analisi, su una "fede irrazionale nella ragione", conseguenza di una decisione morale in favore del razionalismo: «chiunque adotta l'atteggiamento razionalistico - sosteneva Karl Popper - lo fa perché ha adottato, in modo cosciente o meno, qualche proposta, o decisione, o credenza, o comportamento; adozione, questa, che possiamo definire "irrazionale"». In realtà che si raggiunga una decisione o si strutturi una teoria attraverso il metodo razionale empirista o che ci si imbatta per caso questo ha ben poca importanza, l'importante non è che essa sia giustificabile, bensì applicabile e quindi soggetta alla critica.
Espresse molta preoccupazione per l'ostracismo che la filosofia di Karl Popper subì da tutte le università statunitensi.
In Unfathomed Knowledge, Unmeasured Wealth formulò l'idea secondo cui, poiché nessuno è consapevole di tutte le innumerevoli conseguenze anche indirette delle proprie azioni, mai è accaduto che qualcuno abbia saputo veramente che cosa stesse facendo mentre agiva. Sua la definizione o descrizione della libertà come "libertà di dare e libertà di ricevere", ossia di non dare (anche a sé stessi) e di non ricevere (anche da sé stessi): semplice, critica e universalmente applicabile.